# Jacques Arbizer
Zyskind Arbizer dit Jacques Arbizer ou Jacques Arbiser, né le 14 novembre 1922 à Varsovie (Pologne) et fusillé comme otage le 31 mars 1942 à la forteresse du Mont-Valérien, commune de Suresnes (Seine, aujourd’hui Hauts-de-Seine), est un artisan maroquinier, résistant membre de l’Organisation spéciale (OS) du Parti communiste français (PCF).

## Biographie
Jacques Arbizer est né le 14 novembre 1922 à Varsovie (Pologne),,,,,,.